# زنون هگزافلئورورودات
زنون هگزافلئورورودات (انگلیسی: Xenon hexafluororhodate) یک ترکیب شیمیایی حاوی گاز نجیب زنون و فلز رودیم به رنگ قرمز با فرمول شیمیایی (XeRhF6) است. این ترکیب نخستین بار توسط نیل بارتلت در سال ۱۹۶۳ سنتز گردید.

## سنتز
این ترکیب از واکنش مستقیم زنون و فلوئورید رودیم (VI) به صورت زیر تولید می شود:
Xe + RhF6 → XeRhF6